# John Osteen
John Hillery Osteen (21 de agosto de 1921 - 23 de enero de 1999) fue un Ministro teleevangelista de origen estadounidense. Fundador de Lakewood Church (la congregación evangélica más grande Estados Unidos) y Pastor General de ésta, hasta su muerte.

## Vida
En 1938 (a los 17 años de edad) Osteen se ordenó como ministro de la Convención Bautista del Sur - SBC (por sus siglas en inglés). Obtuvo una licenciatura en la Universidad John Brown (ubicada en Siloam Springs, Arkansas), y una maestría en el Northern Baptist Theological Seminary. Posteriormente obtuvo un doctorado en la Oral Roberts University.
Finalizando la década de los años 50 dejó su afiliación Evangélica,bautista, y se convirtió al evangelismo,Pentecostal. El 10 de mayo de 1959 fundó Lakewood Church. 
Durante de 16 años teleevangelizó a nivel nacional e internacional. Sus numerosos libros, casetes y cintas de video, están ampliamente distribuidos.
Murió el 23 de enero de 1999 tras sufrir un evento cardíaco. Su hijo menor, Joel Osteen, le sucede en Lakewood Church.